# 72 Animais Perigosos: América Latina
72 Animais Perigosos: América Latina é uma série documental australiana de 12 episódios produzida pela Showrunner Productions em colaboração com a Netflix e transmitida em 2017. 

## Argumento
Os primeiros 11 capítulos da série apresentam uma seleção de 72 animais encontrados na América Latina, e outras partes das Américas, com amostras de vídeo, a área de distribuição de cada animal, opiniões de especialistas, depoimentos de testemunhas oculares e vítimas da vida real. Cada animal é analisado para determinar o quão perigoso ele pode ser para as pessoas. No final de cada capítulo, era selecionado um vencedor entre as espécies que apareciam, que era o animal mais perigoso, e no capítulo final, os 11 animais selecionados dos capítulos anteriores eram reavaliados para ordená-los em uma contagem que determinasse o mais perigoso de todos.

## Episódios
Abaixo estão os animais apresentados na série, em ordem de aparição e a posição que obtiveram no episódio de acordo com seu potencial de ameaça aos humanos.

### «Perigo na Selva»
- Onça-pintada (segundo lugar)
- Peixe-vampiro (Payara) (5º lugar)
- Macaco-prego (quarto lugar)
- Fer de Lance (primeiro lugar)
- Formiga Amazônica gigante (sexto lugar)
- Crocodilo do Orinoco (terceiro lugar)

### «Mordida Mortal»
- Orca (quarto lugar)
- Tatu (sétimo lugar)
- Cascavel (segundo lugar)
- Viúva Negra (5º lugar)
- Mosquito (primeiro lugar)
- Iguana (sexto lugar)
- Jacaré-açu (terceiro lugar)

### «As aberrações»
- Lula de Humboldt (segundo lugar)
- Preguiça-de-dois-dedos (sexto lugar)
- Vespa Guerreira (4º lugar)
- Peixe-gato e Stargazer (5º lugar)
- Aranha errante brasileira (primeiro lugar)
- Lagarto barbudo mexicano (sétimo lugar)
- Víbora dourada ponta de lança (Terceiro Lugar)

### «Assassinos ou heróis?»
- Tarântula (sexto lugar)
- Carrapato-estrela (segundo lugar)
- Perereca macaco de cera (4º lugar)
- jararaca (primeiro lugar)
- escorpião do arizona (terceiro lugar)
- Monstro de Gila (5º lugar)

### «Enxame de caçadores»
- Tubarão-galha-branca-oceânico (quarto lugar)
- Formiga-de-fogo-vermelha (5º lugar)
- Cães abandonados (cães selvagens) (2º lugar)
- Piranha (sexto lugar)
- Mosquito-palha em preguiças (terceiro lugar)
- Abelha assassina (Abelha-africana) (1º lugar)

### «Animais Letais»
- Jibóia (sexto lugar)
- Peixe-escorpião (quarto lugar)
- Formiga-cabo-verde (terceiro lugar)
- Sapo flecha venenosa (primeiro lugar)
- Arraia de água doce (5º lugar)
- Lagarta assassina (segundo lugar)
- Teiú (sétimo lugar)

### «Pare! Perigo à frente»
- Foca-leopardo (5º lugar)
- Formiga-correição (sexto lugar)
- Onça-parda (quarto lugar)
- Aranha marrom (terceiro lugar)
- Macaco bugio (sétimo lugar)
- Bicho de pé (pulga-da-areia) (segundo lugar)
- Crocodilo americano (primeiro lugar)

### «É melhor deixá-las em paz»
- Enguia-elétrica (segundo lugar)
- Capivara (sexto lugar)
- Inseto assassino (primeiro lugar)
- Víbora listrada (Víbora de palmeira) (Víbora de pestana) (quarto lugar)
- Lhama (quinto lugar)
- Tamanduá-bandeira (terceiro lugar)

### «Será que é verdade?»
- Elefante-marinho (quarto lugar)
- Vespa-caçadora (5º lugar)
- Cobra-coral (terceiro lugar)
- Mosca-varejeira (segundo lugar)
- Centopeia gigante da Amazônia (sexto lugar)
- Morcego Vampiro (Primeiro Lugar)
- Solenodonte (sétimo lugar)

### «Predadores camuflados»
- surucucu (terceiro lugar)
- Aranha de areia de seis olhos (sexto lugar)
- Escorpião amarelo brasileiro (quarto lugar)
- Caracol de água doce (Caracol) e o seu parasita, o Esquistossomo (segundo lugar)
- Peixe-sapo (5º lugar)
- Tubarão cabeça chata (primeiro lugar)

### «Assassinos: Mito ou realidade?»
- Harpia e Condor dos Andes (4º lugar)
- Leão-marinho (terceiro lugar)
- Tarântula Golias (sexto lugar)
- Sucuri (primeiro lugar)
- Lobo-guará (sétimo lugar)
- Candirú (quinto lugar)
- Ariranha (segundo lugar)

### «Contagem regressiva»
- Aranha errante brasileira
- Sucuri
- Tubarão cabeça chata
- Abelha assassina (Abelha-africana)
- Cascavel
- Crocodilo americano
- Morcego-vampiro
- Inseto assassino
- Sapo flecha venenosa
- Mosquito
- Fer de Lance